# ESPN
Zabavna in športna programska mreža (izvirno angleško Entertainment and Sports Programming Network; kratica ESPN) je ameriška kabelska televizija, ki predvaja šport 24 ur na dan. ESPN lahko gledajo v več kot 77 milijonih gospodinjstev v ZDA. Vrednost blagovne znamke ocenjujejo na dobrih 9 milijard $.
Prvi lastniki ESPN so bili (joint venture) Getty Oil Company in Nabisco. 80 % lastništvo je leta 2005 prevzel ABC (American Broadcasting Company), ki je v lasti The Walt Disney Company, preostali del (20 %) pa je v rokah Hearst Corporation.

## Program
- Dream Job (reality tekmovanje, traja od 2003-)
- The Junction Boys (TV film, 2002)...
- Monday Night Football (2006)
- NBA on ESPN
- X Games